# NLM CityHopper
NLM CityHopper, nome completo Nederlandse Luchtvaart Maatschappij (Dutch Aviation Company), era una compagnia aerea olandese per pendolari fondata nel 1966. La sua sede principale era nell'edificio 70 dell'aeroporto di Schiphol Est presso Haarlemmermeer, Paesi Bassi.

## Storia

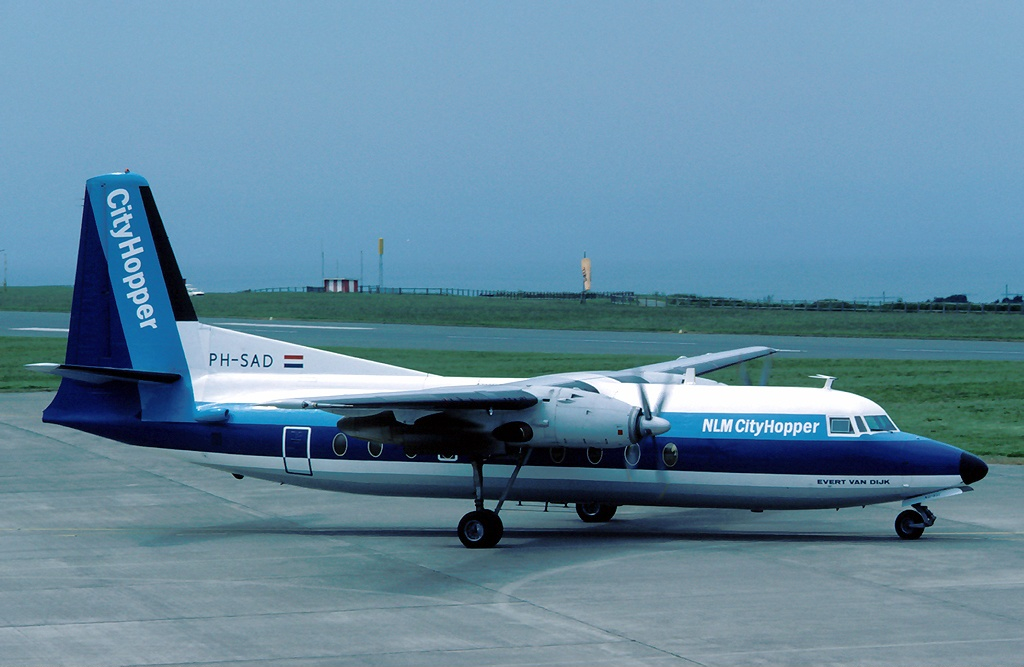
Un Fokker F27 di NLM CityHopper presso l'Aeroporto di Jersey nel 1983.

Il vettore era stato costituito come NLM Nederlandse Luchtvaart Maatschappij nel 1966 Iniziando le operazioni il 29 agosto 1966 e con una flotta di Fokker F27 in leasing dalla Koninklijke Luchtmacht (l'aeronautica olandese), era stata istituita come sussidiaria della KLM con un contratto di due anni per operare a livello nazionale servizi all'interno dei Paesi Bassi. La compagnia aerea vide l'incorporazione del Fokker F28 nel 1978.
Amsterdam, Eindhoven, Enschede, Groninga, Maastricht e Rotterdam costituivano inizialmente la rete della compagnia aerea. La rotta Eindhoven–Amburgo fu il primo servizio internazionale operato dalla compagnia; inizialmente mirava a fornire un servizio amministrativo pianificato per Philips e fu reso pubblico nell'aprile 1974. L'Aeroporto di Londra-Gatwick venne aggiunto alla rete all'inizio del 1975.
La compagnia aerea cambiò nome in NLM CityHopper in seguito all'acquisizione di NetherLines da parte della società madre KLM nell'aprile 1988; le attività di entrambe le controllate sono state successivamente fuse. Nonostante condividessero la loro struttura operativa, entrambe le società erano entità separate fino al 1 aprile 1991, quando furono assorbite nella neonata KLM Cityhopper.

## Flotta

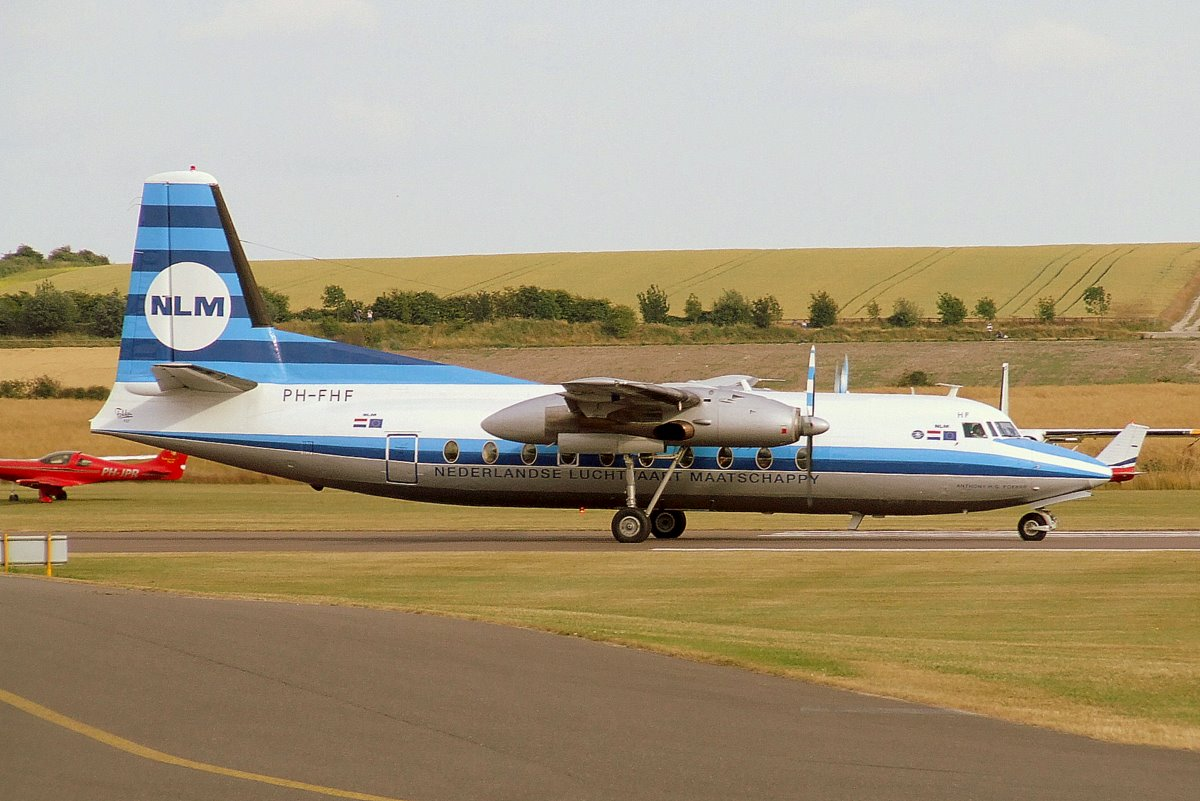
Un F27 conservato in un museo con i colori iniziali di NLM.

- Fokker F27-200[8]
- Fokker F27-300[9]
- Fokker F27-400[8]
- Fokker F27-500[8]
- Fokker F28-3000[10]
- Fokker F28-4000[8]
- Jetstream 31[8]
- Saab 340[8]

## Incidenti
Secondo l'Aviation Safety Network, NLM CityHopper riportò un singolo incidente:
- 6 ottobre 1981: un Fokker F28-4000, codice di registrazione PH-CHI, che stava effettuando la prima tratta di un servizio passeggeri di linea Rotterdam-Eindhoven-Amburgo come Volo NLM Cityhopper 431, entrò in un tornado che provocò la separazione dell'ala di tribordo dalla fusoliera. L'aereo si schiantò a terra da 3.000 piedi (910 m) vicino a Moerdijk, uccidendo tutte le 17 persone a bordo.[12]